# Suchindoł
Suchindoł (bułg. Сухиндол) – miasto w Bułgarii, w obwodzie Wielkie Tyrnowo, ośrodek administracyjny gminy Suchindoł. W 2019 roku liczyło 1 595 mieszkańców.